# Gamma Reticuli
Gamma Reticuli (γ Reticuli, förkortat Gamma Ret, γ Ret) som är stjärnans Bayerbeteckning, är en ensam stjärna belägen i den mellersta delen av stjärnbilden Rombiska nätet. Den har en genomsnittlig skenbar magnitud på 4,50 och är synlig för blotta ögat där ljusföroreningar ej förekommer. Baserat på parallaxmätning inom Hipparcosuppdraget på ca 7,0 mas, beräknas den befinna sig på ett avstånd på ca 470 ljusår (ca 144 parsek) från solen. På det beräknade avståndet minskas dess skenbara storleken genom en skymningsfaktor med 0,08 enheter beroende på interstellärt stoft.
Gamma Reticuli rör sig genom Vintergatan med en hastighet av 24,8 km/s i förhållande till solen. Den projicerade galaktiska banan ligger den mellan 24 100 och 39 200 ljusår från galaxens centrum.

## Egenskaper
Gamma Reticuli är en orange till röd jättestjärna av spektralklass M4 III. Den har en massa som är 1,5 – 2 gånger större än solens massa,  en radie som är ca 115 gånger större än solens och utsänder från dess fotosfär ca 1 850 gånger mera energi än solen vid en effektiv temperatur på ca 3 600 K.
Gamma Reticuli är en långsam irreguljär variabel (LB), som varierar mellan visuell magnitud +4,42 och 4,64 med en period av 25 dygn.